# Personaggi dello Shāh-Nāmeh
Elenco di personaggi rappresentati nel poema epico persiano Shāhnāmeh di Ferdowsi, inclusi eroi e antagonisti:

## A
- Arash
- Afrasiab
- Abteen
- Arnavaz
- Armin
- Arman

## B
- Babak
- Bizhan
- Bahram
- Bahman
- Bourzou
- Bijan
- Behzad

## E
- Esfandyar

## F
- Faramarz
- Faranak
- Farangis
- Fereydun
- Farhad

## G
- Garshasp
- Ghaaran
- Ghobad
- Giv
- Goodarz
- Gordafarid
- garsivaz
- Giti

## H
- Haftvad
- Hushang

## I
- Iraj
- Iskandar

## J
- Jamshid

## K
- Kaveh il fabbro
- Kai Khosrow
- Keshvad
- keyumars
- Kai Kavoos
- Katayoun
- Kasra
- kamus
- Kianoosh

## M
- Manuchehr
- Manijeh
- Mehrab Kaboli
- Mehran

## N
- Nariman
- Nowzar

## Q
- Qaydafeh

## R
- Rakhsh
- Roham
- Rostam
- Rostam Farrokhzād
- Rudaba

## S
- Saam
- Salm
- Sassan
- Sarv
- Shaghad
- Shahran Goraz
- Shahrasb
- Shahrnaz
- Shirin
- Simurgh
- Siamak
- Siyâvash
- Sohrab
- Sudabeh

## T
- Tahmina
- Tahmoores
- Tur

## Z
- Zal
- Zahhak
- Zoo Tahmasp